# 盧賓扎格列比足球俱樂部
盧賓扎格列比足球俱樂部（波蘭語：KGHM Zagłębie Lubin）是波蘭的一家足球俱樂部。位於盧賓。俱樂部在2007年奪得了波蘭足球甲級聯賽的錦標。

## 榮譽
- 波蘭足球甲級聯賽
  - 冠軍 (2)：1990–91, 2006–07
  - 亞軍 (1)：1989–90
  - 季軍 (2)：2005–06, 2015–16
- 波蘭盃
  - 亞軍 (3)：2004–05, 2005–06, 2013–14
- 波蘭超級盃
  - 冠軍 (1)：2007
  - 亞軍 (1)：1991
- 波蘭聯賽盃（英语：Polish League Cup (1999–2002)）
  - 亞軍 (1)：2000–01

## 参效力过的著名球员
- 盧卡斯·皮什切克
- 马雷克·扎亚茨

## 外部連結
- Official Website （波兰語）
- Unofficial Website （页面存档备份，存于） （波兰語）
- Zagłębie Lubin Spółka Akcyjna （页面存档备份，存于） （波兰語）